# Scala all'italiana
La scala all'italiana è un particolare tipo di scala innestabile, ovvero costituita da più tronchi di salita collegati tra loro innestandoli alle loro estremità. Ciascun tronco può essere pensato come una scala in appoggio semplice dotata di dispositivi di collegamento all'estremità. La sua lunghezza può essere dunque aumentata all'occorrenza aggiungendo altri tronchi alla scala, ovviamente non oltre un'altezza massima per la quale la scala non risulterebbe più sicura.
La scala all'italiana non è l'unico tipo di scala innestabile: un altro tipo di scala innestabile è ad esempio la scala romana.
La scala all'italiana è utilizzata quasi esclusivamente dai vigili del fuoco italiani. Anche in Svizzera questa scala è utilizzata dai pompieri, in particolare nel Canton Ticino e mantiene (nonostante le 4 lingue nazionali) il nome di "scala italiana".
La scala all'italiana utilizzata dai vigili del fuoco italiani è una scala in quattro tronchi tra loro congiungibili, di cui uno munito di "piedi" antisdrucciolo (il 1° pezzo), due perfettamente uguali (pezzo 2 e 3) e un quarto più corto (la cimetta, il 4° pezzo). Completamente composta, la scala pesa circa 55 kg e misura la lunghezza di 10,33 m. Pertanto il limite del suo impiego corrisponde all'altezza di un terzo piano. È teoricamente possibile congiungere infiniti pezzi, ma attualmente per motivi pratici e di sicurezza ci si limita alle quattro unità descritte. Data la possibilità di impiego dei pezzi sia separati, sia tra loro variamente congiunti, la scala si presta a soddisfare le esigenze di impiego tanto all'esterno quanto all'interno degli edifici, in stretti vicoli e in aperture verticali (per esempio le trombe degli ascensori e i camini di aerazione). La scala di regola è composta e scomposta in appoggio a una parete con una manovra particolare. Per il montaggio al fabbricato della scala nella sua totale lunghezza occorre una squadra di 4 militi sorvegliati da un caposquadra. I militi si avvicinano al fabbricato incolonnati: in prima posizione il milite che porta la cimetta della scala e che avrà il compito, durante il montaggio, di assicurare il montante sinistro della scala. In seconda posizione parte il milite che porta il 3º elemento della scala e che avrà il compito di assicurare il montante destro. In penultima posizione arriva il milite che porta al fabbricato il 2° pezzo di scala. Egli resta al piede dei tre elementi per "passarli" in alto durante la fase di montaggio. L'ultimo milite che raggiunge il fabbricato, porta il 1° pezzo che piazza a sinistra degli altri 3 elementi e si prepara al montaggio. Il montaggio avviene "innestando" verticalmente uno dopo l'altro i pezzi, sollevati da terra dal milite che lo esegue. In fase di "istruzione", quando la scala viene montata e smontata da tutti i membri della squadra, si esegue una rotazione delle posizioni in senso orario. In caso di impedimenti che non consentissero questa manovra, la scala può anche essere composta orizzontalmente ed elevata poi a braccia per prendere appoggio nel punto desiderato.  Il legname normalmente impiegato per la costruzione degli staggi (montanti) è abete di prima qualità, per la costruzione dei gradini (pioli) si adopera frassino o robinia. I gradini a sezione rettangolare sono incastrati negli staggi e fissati con colla e cunei. Le bussole sono in profilato di acciaio dolce con gola in lastra di rame e massello terminale di riempimento in ferro.
Particolare esercizio effettuabile con la scala italiana è la "controventatura", che consiste nel mantenere perpendicolare al terreno la scala senza appoggi mediante due funi annodate a un intermedio e tenute per i quattro capi da altrettanti operatori. Tale utilizzo della scala Italiana viene perlopiù utilizzato nelle manifestazioni e raramente negli interventi. Può servire a raggiungere lampioni, oggetti sospesi a fili a sbalzo o linee elettriche. Ampiamente usata per interventi di manutenzione e installazione di linee telefoniche su pali o su facciate di edifici.